# Franz Barsicke
Franz Barsicke (* 15. Mai 1905 in Breslau; † 1944) war ein deutscher Marathonläufer.
Bei den Deutschen Meisterschaften 1934 wurde er auf einem Kurs von 41,085 km in 2:46:00 h Zehnter. Bei den Deutschen Meisterschaften 1935 kam er auf den neunten Platz in 2:56:00 h.
1936 wurde er mit seiner persönlichen Bestzeit von 2:49:38 h Zweiter bei der Schlesischen Meisterschaft und wurde bei den Deutschen Meisterschaften in Berlin Deutscher Meister in 2:51:23 h. Bei den Olympischen Spielen in Berlin gab er wegen einer Verletzung auf.
Sein Bruder Richard Barsicke war auch Marathonläufer.